# Charaxes chittyi
Charaxes chittyi är en fjärilsart som beskrevs av D'abrera 1980. Charaxes chittyi ingår i släktet Charaxes och familjen praktfjärilar. Inga underarter finns listade i Catalogue of Life.